# Kirchhoffov zakon toplinskog zračenja
Kirchhoffov zakon toplinskog zračenja je fizikalni zakon prema kojemu su emisija i apsorpcija elektromagnetskoga zračenja nekoga tijela jednake na svim temperaturama, u svim uvjetima, na svim valnim duljinama, odnosno tijelo emitira onoliko zračenja koliko apsorbira. Najviše zračenja emitira i apsorbira idealno crno tijelo. Nazvan je po G. R. Kirchhoffu.

## Crno tijelo
Crno tijelo je tijelo koje gotovo potpuno upija (apsorbira) vidljivu svjetlost, to jest kojemu je koeficijent apsorpcije za sve valne duljine svjetlosti gotovo jednak broju 1.
Apsolutno crno tijelo ili idealno crno tijelo je tijelo koje potpuno apsorbira sve zračenje koje na njega padne. Prema Kirchhoffovu zakonu zračenja, ono je ujedno i najbolji odašiljač zračenja. Idealno crno tijelo ne postoji, ali ga može prilično dobro zamijeniti velika zatvorena šupljina s malim otvorom i koja je toliko neprozirna da jedva odbija zračenje, jer zračenje koje uđe u tu šupljinu, gotovo da nema šansu da izađe. Budući da idealno crno tijelo upija sve valne duljine bez gubitaka, ono isto emitira sve valne duljine bez gubitaka, ovisno samo o termodinamičkoj temperaturi tog tijela. Apsolutno crno tijelo vrlo je pogodno za istraživanje zakona zračenja (Kirchhoffov, Stefan-Boltzmannov, Wienov, Planckov zakon).
Toplinsko zračenje je elektromagnetsko zračenje svih tijela koja se nalaze na temperaturi iznad apsolutne nule (0 K), odnosno odzračena energija ovisi samo o temperaturi promatranog tijela i stanju njegove površine. Primjer toplinskog zračenja je infracrveno zračenje koje emitiraju obični radijator ili električni grijač. Osoba u blizini vatre ili bilo kojeg drugog vrućeg tijela će osjetiti zračenje topline, čak i ako je okolni zrak jako hladan. Kako temperatura dalje raste, iznad 900 K, tijelo počinje žariti crvenu, zatim narančastu, žutu, bijelu i plavu boju. Kada se tijelo vidi bijelo, to znači da postoji znatan udio ultraljubičastog zračenja.
Svako tijelo ili materija, emitira elektromagnetsko zračenje kada je temperatura iznad apsolutne nule. Zračenje predstavlja pretvorbu toplinske energije tijela u elektromagnetsku energiju, i zato se zove toplinsko zračenje. 
Obratno, svako tijelo ili materija upija elektromagnetsko zračenje, do nekog stupnja. Kada tijelo upije cjelokupno zračenje, koje padne na njega, u cijelom rasponu valnih duljina, onda se ono naziva idealno crno tijelo. Kada idealno crno tijelo ima ravnomjerno raspoređenu temperaturu po površini, ono emitira karakterističnu raspodjelu frekvencija, koje ovisi o temperaturi. To se zove zračenje idealnog crnog tijela.
Pojam crnog tijela je idealizirano, ono u stvarnosti ne postoji. Ipak, grafit je vrlo dobro približenje idealnom crnom tijelu. U labaratoriju, idealno crno tijelo se ostvaruje s velikim krutim tijelom koje ima šupljinu, koje ima mali otvor, jednoliko raspoređenu temperaturu, kompletno je mutno i samo vrlo malo odbija svjetlost. Tako recimo velika kutija, s grafitnim zidovima, jednolike temperature i vrlo malim otvorom, predstavlja vrlo dobro približenje.
Ako ima dovoljno veliku temperaturu, idealno crno tijelo počne žariti. Draperova točka je temperatura kada kruto tijelo počne tamno crveno svjetliti, a iznosi 798 K (525 ˚C). Kod 100 K otvor izgleda crven, a kada ima 6 000 K, izgleda bijelo. Kod većih temperatura, bila kakva peć, izrađena od bilo kojeg materijala, je dobro približenje idealnog crnog tijela.
Ako postoje dva idealna crna tijela, onda će prema ravnotežnom stanju zračenja, ukupni intenzitet zračenja koje neko tijelo emitira, bilo to tijelo crno ili ne, biti jednako intenzitetu zračenja, koje to tijelo upije.
Proračun krivulje zračenja idealnog crnog tijela, bio je jedan od glavnih izazova u teorijskoj fizici 19. stoljeća. Problem je riješio 1901. Max Planck, postavivši Planckov zakon za idealno crno tijelo. Wienov zakon pomaka daje valnu dužinu maksimalnog intenziteta zračenja, a Stefan-Boltzmannov zakon određuje intenzitet zračenja nekog tijela. Planck je pretpostavio da je energija oscilatora unutar šupljine crnog tijela kvantizirana, a Eistein je na osnovu minimalne kvantne energije elektromagnetskog zračenja, 1905. objasnio fotoefekt, što je dovelo do pojave pojma fotona. To je dovelo do pojave kvantne elektrodinamike, koja je zamijenila klasičnu teoriju elektromagnetizma. Nakon toga se razvila raspodjela kvantne vjerojatnosti, ili Fermi-Diracova statistika i Bose-Einsteinova statistika, gdje je svaka bila primjenjiva za različite elementarne čestice, fermione i bozone. 
Stvarna tijela se neće ponašati kao idealno crno tijelo, već će to biti samo dio toga zračenja, a to se obilježava sa stupnjom emisije (ε < 1), koji uspoređuje realno sivo tijelo s idealnim crnim tijelom. Stupanj emisije ovisi o temperaturi, kutu emisije i valnoj duljini. 
Idealno crno tijelo emitirat će zračenje na svim frekvencijama, ali one teže nuli kod visokih frekvencija. Tako na primjer, kod sobne temperature, na jedan kvadratni metar, idealno crno tijelo na sobnoj temperature (310 K), će emitirati foton u vidljivom dijelu spektra (390 – 750 nm), u prosjeku svake 41 sekunde, što za praktičnu primjenu znači da nema emisije vidljive svjetlosti.